# Carvalhos (Minas Gerais)
Pour les articles homonymes, voir Carvalhos.
Carvalhos est une municipalité brésilienne de l'État du Minas Gerais et la microrégion d'Andrelândia.